# Żarnowska
Żarnowska (kaszb. Żarnowskô, niem. Czarnowske) – wieś w Polsce położona w województwie pomorskim, w powiecie lęborskim, w gminie Wicko nad wschodnim brzegiem jeziora Łebsko (wschodnia granica Słowińskiego Parku Narodowego w odległości 2 kilometrów od drogi wojewódzkiej nr 214 i 4 kilometrów od Łeby. W XXI wieku Żarnowska przekształciła się w wioskę turystyczno-letniskową, a jej baza ciągle jest w fazie rozwoju. Linia brzegowa jeziora Łebsko jest idealnym miejscem do uprawiania windsurfingu, a także kitesurfingu, fragment brzegu wydzielono na kąpielisko, przy którym znajduje się taras widokowy. Na zachodnim skraju wsi, tuż na granicy Słowińskiego Parku Narodowego rozległa łąka jest areną corocznych rykowisk jeleni.
Znajduje się tu kościół filialny pod wezwaniem św. Brata Alberta (parafia pw. Wniebowzięcia NMP w Łebie), w którym to znajdują się relikwie polskiego zakonnika. 
Bardzo stara osada rybacka, w dawnych dokumentach jej nazwa zapisywana była jako Czarnowskie, mieszkali w niej Słowińcy. W 1898 odkryto tu łódź słowiańską dł. 13,5 m., która znajduje się w muzeum w Szczecinie. Tuż przy kościele znajduje się poniemiecki cmentarz, a stamtąd niedaleko do lasu. 
W latach 1975–1998 miejscowość administracyjnie należała do województwa słupskiego.